# مارتینا کوزن
مارتینا کوزن (به انگلیسی: Martina Kuenz؛ متولد ۱ نوامبر ۱۹۹۴) کشتی‌گیر آزادکار اهل اتریش است.
از افتخارات وی می‌توان به کسب مدال برنز وزن ۷۲ کیلوگرم در مسابقات قهرمانی کشتی جهان ۲۰۱۸ اشاره کرد.